# Yapp Hung Fai
Yapp Hung Fai (chiń. trad. 葉鴻輝, ur. 21 marca 1990 w Hongkongu) – piłkarz z Hongkongu grający na pozycji bramkarza. Od 2010 roku jest zawodnikiem klubu South China AA.

## Kariera klubowa
Swoją karierę piłkarską Yapp rozpoczął w klubie Hong Kong 09. W 2007 roku został zawodnikiem Workable FC i wtedy też zadebiutował w jego barwach w First Division z Hongkongu. W 2008 roku odszedł do klubu Eastern AA, a w 2009 roku został zawodnikiem TSW Pegasus. Swój debiut w TSW zanotował 20 września 2009 w wygranym 1:0 domowym meczu z Sun Hei SC. W sezonie 2009/2010 zdobył z TSW Puchar Hongkongu.
W 2010 roku Yapp przeszedł do klubu South China AA. Zadebiutował w nim 4 września 2010 w zwycięskim 2:0 domowym meczu z Citizen AA. Wraz z South China zdobył Puchar Hongkongu i Puchar Ligi Hongkongu, oba w sezonie 2010/2011.
| Sezon   | Klub           | Kraj     | Rozgrywki      | Mecze | Bramki |
| ------- | -------------- | -------- | -------------- | ----- | ------ |
| 2007/08 | Workable FC    | Hongkong | First Division | 13    | 0      |
| 2008/09 | Eastern AA     | Hongkong | First Division | 21    | 0      |
| 2009/10 | TSW Pegasus    | Hongkong | First Division | 17    | 0      |
| 2010/11 | South China AA | Hongkong | First Division | 10    | 0      |
| 2011/12 | South China AA | Hongkong | First Division | 17    | 0      |
| 2012/13 | South China AA | Hongkong | First Division |       |        |

## Kariera reprezentacyjna
W reprezentacji Hongkongu Yapp zadebiutował 11 lutego 2010 roku w przegranym 0:3 meczu Mistrzostw Azji Wschodniej 2010 z Japonią. W swojej karierze grał też m.in. na Igrzyskach wschodnioazjatyckich 2009 (zdobył na nich złoty medal) i Igrzyskach azjatyckich 2010.